# Salvador Ros i Reig
Salvador Ros i Reig (Corts, Cornellà del Terri 30 d'octubre de 1970)

## Biografia
Nascut al poble Corts, municipi de Cornellà del Terri un 30 d'octubre de 1970. Va passar-hi pocs dies, donat que el dia de Nadal del mateix any la família s'instal·lava a Mata (Porqueres) on hi ha viscut fins a juny del 2015. En l'actualitat viu al municipi de Castellfollit de la Roca.
Duu a terme l'educació escolar les escoles de Mata fins a 5è d'EGB, en aquells moments només s'oferia fins a 5è . Continua de 6è fins a 8è a l'Escola Verge del Remei a Banyoles. Un cop acabada l'educació obligatòria, fa el 1r grau de fusteria a la Formació Professional de Banyoles, a l'antiga ubicació de la Placeta dels Estudis (actual Museu Darder).
A mitjans dels anys 80, inicia la seva implicació política com a membre del Col·lectiu Nacionalista de Baixa Garrotxa (Casal independentista de Banyoles). Dóna suport a la CUP a les eleccions municipals del 1991 a Banyoles. L'any 1995, amb altres membres del Casal Independentista de Banyoles, entra a militar a ERC.
A les eleccions municipals del 28 de maig de 1995, ocupa el número 2 de la candidatura d'ERC a Porqueres. La Candidatura d'ERC obté un regidor, Pere Cirera i Sala. CiU i IDP empaten a 5 regidors i el regidor d'ERC esdevé clau en la governabilitat del municipi. El grup d'ERC es decanta per un acord de governabilitat amb IDP i esdevé alcalde Xavi Gifra i Darné. Al cap d'uns mesos ERC entra al govern amb IDP ocupant les regidories de Medi Ambient i Turisme. A finals de 1996 Salvador Ros entra de regidor substituint a en Pere Cirera (Municipals 1995)
A les eleccions  municipals de 1999, Salvador Ros encapçala la candidatura d'ERC, la qual revalida el regidor . Continua al govern amb IDP, amb els regidories de Medi Ambient i Turisme. El 2001, per motius personals, dimiteix com a regidor.
A les eleccions municipals de 2003, ERC acorda no presentar candidatura i integrar-se a la candidatura d'IDP. Salvador Ros ocupa el 7è lloc i es escollit regidor. Torna a ocupar-se de les regidories de Medi Ambient i Turisme. En aquesta legislatura és escollit Conseller Comarcal del Consell Comarcal del Pla de l'Estany, on actua com a portaveu del grup i amb l'acord de Govern d'Unitat de tots els grups polítics, signat l'any 2004, n'esdevé Vicepresident Primer.
A les eleccions municipals de 2007, Salvador Ros encapçala la candidatura d'IDP-AM que obté la majoria absoluta i és investit alcalde. A banda de l'alcaldia, porta les regidories d'Urbanisme i Hisenda.
A les eleccions municipals de 2011, torna a encapçalar la candidatura i reforcen la majoria absoluta obtenint 9 dels 11 regidors. En aquesta legislatura és escollit Diputat provincial d'ERC a la Diputació de Girona.
A les eleccions municipals de 2015,2019 i 2023 ocupa posicions testimonials a les candidatures d'ERC al municipi de Castellfollit de la Roca.
Assessor de Ple del Grup d'ERC a la Diputació de Girona. Actualment participa com a tertulià, al programa Des d'aquí d'Olot Televisió.
Amb un gup d'amics funden l'associació Amics de l'Esport Rural, que recuperen esports i jocs tradicionals. Estirada de corda, Pagès de ferro. N'és Secretari durant diversos anys. L'entitat munta barraca per les festes de Sant Martirià de Banyoles.
Soci d'Òmnium Cultural , és escollit Tresorer de la junta gestora d'Òmnium del Pla de l'Estany i de la primera Executiva comarcal.